# Bolbonota inaequalis
Bolbonota inaequalis är en insektsart som beskrevs av Fabricius. Bolbonota inaequalis ingår i släktet Bolbonota och familjen hornstritar. Inga underarter finns listade i Catalogue of Life.